# Östersunds BS
Östersunds BS är en bandyklubb i Östersund, Sverige som bildades den 5 september 1974 då bandysektionen i Ope IF upphörde. Dambandylaget debuterade i Sveriges högstadivision säsongen 2013/2014.
Östersunds BS tog sig under säsongen 1974/1975 upp i dåvarande Division II på herrsidan. Damlaget spelade säsongen 2007/2008 i Division 1, och deltog i World Cup 2007. Damerna har hållit sig kvar säsongerna 2008/2009 och 2009/2010.
Den 11 september 2008 antog Östersunds kommuns styrelse en satsning på issport som förutom en ny ishall får bandyn en konstfrusen anläggning, och man hoppades på att arbetet kommer igång under andra halvan av 2009 . Arenabygget stod klart 2013.
ÖBS herrar slutade på en femte plats i division 1 norra norrland säsongen 2017/2018. 